# Бредлі Баркола
Бредлі Баркола (фр. Bradley Barcola; нар. 2 вересня 2002, Віллербанн) — французький футболіст, нападник клубу «Парі Сен-Жермен» і молодіжної збірної Франції.

## Клубна кар'єра
Баркола — вихованець клубу «Олімпік Ліон». 4 листопада 2021 року в поєдинку Ліги Європи проти празької «Спарти» Бредлі дебютував за основний склад, замінивши у другому таймі Раяна Шеркі. Наприкінці зустрічі Баркола зробив гольову передачу на Карла Токо-Екамбі.

## Кар'єра у збірній
Баркола має французьке та тоголезьке громадянство. Вперше він був відібраний до збірної Франції до 18 років у січні 2020 року для участі у двох товариських матчах. Однак, він не отримав офіційного виклику, оскільки більшість матчів юніорської збірної були скасовані через COVID-19 протягом наступних сезонів.

## Стиль гравця
Баркола — універсальний нападник, здатний грати на обох сторонах передньої трійки або як центральний нападник. Швидкий і точний перед воротами, він черпає натхнення у грі таких гравців, як П'єр-Емерік Обамеянг.

## Особисте життя
Брат Барколи Малкольм також є професійним футболістом, грає за «Тузла Сіті», а також виступає на міжнародному рівні у складі національної збірної Того.

## Титули і досягнення
«Парі Сен-Жермен»
- Чемпіон Франції (2): 2023-24, 2024-25
- Володар Кубка Франції (2): 2023-24, 2024-25
- Володар Суперкубка Франції (2): 2023, 2024
- Переможець Ліги чемпіонів УЄФА (1): 2024-25
- Володар Суперкубка УЄФА (1): 2025